# Jezioro Proboszczowskie (powiat międzyrzecki)
Jezioro Proboszczowskie (niem. Probst See) – niewielkie jezioro w Bruździe Zbąszyńskiej, w powiecie międzyrzeckim, w gminie Pszczew, położone na terenie Pszczewskiego Parku Krajobrazowego.

## Charakterystyka
Jezioro od południa otoczone lasami, leży około 0,5 km na południowy wschód od miejscowości Wrony, kilkaset metrów na wschód od jeziora Chłop. Misa jeziora ma wydłużony kształt, który jest charakterystyczny dla jezior rynnowych.